# Batesanthus
Batesanthus là chi thực vật có hoa trong họ Apocynaceae.

## Phân bố
Chi này có tại miền tây nhiệt đới châu Phi, kéo dài tới Angola.

## Các loài
Danh sách loài dưới đây lấy theo Plants of the World Online.
- Batesanthus parviflorus C.Norman, 1929: Angola, Cameroon, Sierra Leone.
- Batesanthus pseudopalpus Venter & R.L.Verh., 2009: Congo, Gabon.
- Batesanthus purpureus N.E.Br, 1896: Cameroon, Cộng hòa Dân chủ Congo, Cộng hòa Trung Phi, Gabon, Bờ Biển Ngà, Liberia, Nigeria.